# سان سیتی وست (آریزونا)
سان سیتی وست (به انگلیسی: Sun City West) یک منطقهٔ مسکونی در ایالات متحده آمریکا است که در شهرستان مریکوپا، آریزونا واقع شده‌است. سان سیتی وست ۲۸٫۱۵ کیلومتر مربع مساحت و ۲۴٬۵۳۵ نفر جمعیت دارد و ۳۷۶ متر بالاتر از سطح دریا واقع شده‌است.